# Осеола-Міллс (Пенсільванія)
Осеола-Міллс (англ. Osceola Mills) — місто (англ. borough) в США, в окрузі Клірфілд штату Пенсільванія. Населення — 1045 осіб (2020).

## Географія
Осеола-Міллс розташована за координатами 40°51′9″ пн. ш. 78°16′11″ зх. д. / 40.85250° пн. ш. 78.26972° зх. д. (40.852509, -78.269809).  За даними Бюро перепису населення США в 2010 році місто мало площу 0,85 км², уся площа — суходіл.

## Демографія
Згідно з переписом 2010 року, у селищі мешкала 1141 особа в 461 домогосподарстві у складі 312 родин. Густота населення становила 1336 осіб/км².  Було 535 помешкань (626/км²).
Расовий склад населення:
| - 98,2 % — білих - 0,4 % — азіатів - 0,2 % — чорних або афроамериканців - 0,1 % — корінних американців |

До двох чи більше рас належало 1,1 %. Частка іспаномовних становила 1,2 % від усіх жителів.
За віковим діапазоном населення розподілялося таким чином: 24,0 % — особи молодші 18 років, 60,5 % — особи у віці 18—64 років, 15,5 % — особи у віці 65 років та старші. Медіана віку мешканця становила 40,0 року. На 100 осіб жіночої статі у селищі припадало 94,0 чоловіків;  на 100 жінок у віці від 18 років та старших — 90,5 чоловіків також старших 18 років.
Середній дохід на одне домашнє господарство  становив 49 666 доларів США (медіана — 39 148), а середній дохід на одну сім'ю — 53 396 доларів (медіана — 47 125). Медіана доходів становила 41 500 доларів для чоловіків та 33 021 долар для жінок. За межею бідності перебувало 19,4 % осіб, у тому числі 29,2 % дітей у віці до 18 років та 9,2 % осіб у віці 65 років та старших.
Цивільне працевлаштоване населення становило 483 особи. Основні галузі зайнятості: освіта, охорона здоров'я та соціальна допомога — 24,4 %, роздрібна торгівля — 16,1 %, будівництво — 11,4 %, транспорт — 10,4 %.